# Zoltán Schenker

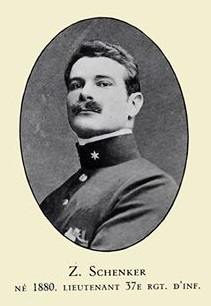
Zoltán Schenker (vor 1913)

Zoltán Schenker [ˈzoltaːn ˈʃɛŋkɛr] (* 13. Oktober 1880 in Váradszentmárton, Königreich Ungarn; † 25. August 1966 in Budapest; auch Zoltán Ozoray oder Zoltán Ozoray-Schenker) war ein ungarischer Fechter.
Zoltán Schenker stammt aus einem Dorf im Kreischgebiet, das bis 1920 zu Ungarn gehörte, heute aber in Rumänien liegt. Schenkers Vater war Siebenbürger Sachse und seine Mutter Mitglied des ungarischen Adels. Schenker war evangelisch (Augsburger Bekenntnis).
Zoltán Schenker änderte seinen Nachnamen im Zuge der Magyarisierung in Ozoray um, in den olympischen Ergebnislisten ist er aber als Zoltán Schenker verzeichnet.
Schenker war ein Schüler des italienischen Fechtmeisters Italo Santelli. Bei den Olympischen Spielen 1912 in Stockholm gewann Schenker mit der ungarischen Mannschaft den Titel im Säbelfechten. Im Einzelwettbewerb wurde er hinter drei Mannschaftskameraden Vierter. Von den acht Fechtern im Finale des Säbelturniers waren sieben Ungarn. Nur der Italiener Nedo Nadi auf Rang 5 konnte sich zwischen den Ungarn platzieren.
1916 fanden keine Olympischen Spiele statt, und 1920 war Ungarn von den Olympischen Spielen ausgeschlossen. Bei diesen Olympischen Spielen 1920 gelang es Nedo Nadi, fünffacher Olympiasieger zu werden.
Zoltán Schenker wurde 1922 und 1924 ungarischer Meister im Florettfechten. Bei den Olympischen Spielen 1924 in Paris trat er sowohl mit dem Florett als auch mit dem Säbel an. Mit der Florettmannschaft wurde er Dritter hinter Frankreich und Belgien, im Einzelwettbewerb schied er in der Vorrunde aus. Im Säbelfechten unterlag die ungarische Mannschaft im Finale den Italienern, obwohl Nedo Nadi nicht mehr dabei war. Zum Einzelfinale mit dem Säbel trat keiner der vier qualifizierten italienischen Fechter an, so dass die Ungarn Gold und Silber gewannen. Zoltán Schenker wurde Vierter, genau wie zwölf Jahre zuvor.